# Auvillar
 Auvillar  es una comuna y población de Francia, en la región de Mediodía-Pirineos, departamento de Tarn y Garona, en el distrito de Castelsarrasin. Es cabecera del cantón homónimo. Está integrada en la Communauté de communes des Deux Rives .

## Demografía
| 806 | 837 | 873 | 807 | 921 | 876 |
| Para los censos de 1962 a 1999 la población legal corresponde a la población sin duplicidades (Fuente: INSEE [Consultar]) |     |     |     |     |     |